# Контакузовка
Контакузовка (біл. Кантакузаўка) — село в Зябровській сільраді Гомельського району Гомельської області Білорусі.
На півночі межує з лісом.

## Географія

### Розташування
За 8 км від залізничної станції Зябровка (на лінії Гомель — Тереховка), 10 км на південний схід від Гомеля.

## Транспортна мережа
Планування складається з прямолінійної вулиці, орієнтованої з південного сходу на північний захід і перехрещеної короткою прямолінійною вулицею.
Забудова переважно двостороння, дерев'яна, садибного типу.

## Історія

### У складі Російської імперії
За письмовими джерелами відоме з XIX століття як село у володінні фельдмаршала графа Петра Олександровича Рум'янцева-Задунайського, з 1834 року — фельдмаршала князя Івана Федоровича Паскевича. З 1880-х років діяв хлібозаготівельний магазин. Згідно з переписом 1897 року в Носовицькій волості Гомельського повіту Могильовської губернії.
У 1909 році 747 десятин землі, млин.

### У складі БРСР (СРСР)
У 1926 році працювали відділення зв'язку, школа. З 8 грудня 1926 року по 30 грудня 1927 року центр Контакузовської сільради Носовицького району Гомельського округу, діяла школа. У 1930 році організовано колгосп «Червоний путиловець», працювали вітряк і кузня.

#### Німецько-радянська війна
Під час німецько-радянської війни німецькі окупанти в серпні 1941 року розстріляли 5 жителів (поховані в могилі жертв фашизму на кладовищі). У вересні 1943 року карателі спалили 98 дворів і вбили 6 мешканців. У боях за село загинули 4 солдати (поховані в братській могилі на кладовищі). 34 жителі загинули на фронті. Розміщений фельдшерсько-акушерський пункт.

## Населення

### Чисельність
- 2004 — 51 господарство, 79 жителів.